# John Nash
John Nash (London, 1752. január 18. – East Coves, 1835. május 13.) angol építész.

## Életútja
London Lambeth kerületében született egy walesi molnár fiaként. Sir Robert Taylor építész mellett tanult. Karrierje eleinte sikertelennek és rövid életűnek tűnt. Miután egy kisebb vagyont örökölt, visszavonult és Walesben élt. Vagyonának nagy részét rossz befektetések következtében elvesztette, így 1783-ban csődbe jutott. Anyagi helyzete arra ösztönözte, hogy ismét munkát vállaljon építészként, kiemelt figyelmet fordítva a vidéki házak tervezésére. Később megismerkedett Humpry Repton tájépítésszel, akivel szívesen dolgozott együtt; Nash tervezte az épületet, míg Repton a ház környékét. 1792-ben Nash visszatért Londonba.

## Munkássága Írországban
Nash 1793 után került építészként Írországba. Ő tervezte a Caledon-házat (County Tyrone), a Killymon-kastélyt (Cookstown közelében), valamint a Kilwater-kastélyt (Larne).

## Munkássága Londonban és Brightonban
Nash munkájára a régensherceg (IV. György brit király) figyelt fel, aki 1811-ben bízta meg őt a Marylebone Park megtervezésével. György támogatásával (és Repron segítségével) Nash egy nagyszabású tervet készített. A megvalósítás 1818-ban kezdődött, és érintette a Regent Streetet, a Regent's Parkot és a környező utcákat is. Nash a részletes terveiből nem mindent valósított meg. Ezek kivitelezése az őt követő építészekre maradt (például James Pennethornera vagy a fiatal Decimus Burtonra). A herceg felkérte Nasht brightoni tengerparti palotája, az Ocean Pavilion Palace bővítésére, melyet eredetileg Henry Holland építész tervezett. Ez az épület lett a ma is látható Royal Pavilion.
John Nash volt az 1812-ben alapított Regent's Canal Company igazgatója, melynek célja a vízi összeköttetés létrehozása Nyugat-London és a Temze folyó között. A Regent's Canal - melynek megépítését James Morganre bízta - ma a Regent's Park északi peremén fut. A csatornát 1816-ban nyitották meg.
Londoni munkái közé tartozik még a Buckingham-ház átépítése Buckingham-palotává (1825-1835), valamint a Royal Mews és a Marble Arch építmények. A Marble Arch később a Hyde Park bejáratához lett áthelyezve. Ekkor épült Viktória brit királynő kérésére a Buckingham-palota negyedik szárnya.
Brightoni és londoni munkái között említésre méltóak még a következők:
- Trafalgar tér
- St. James’s Park
- a Royal Pavilion újjáépítése Brightonban (1815-1822)
- Haymarket Theatre (1820)
- a Church of All Souls (Minden Lelkek Temploma), Langham Place (1822-25)
- Chester Terrace (1825)
- Carlton House Terrace (1827-1833)
- Cumberland Terrace (1827)

## Fordítás
- Ez a szócikk részben vagy egészben  a   John Nash (architect) című angol Wikipédia-szócikk fordításán alapul.  Az eredeti cikk szerkesztőit annak laptörténete sorolja fel. Ez a jelzés csupán a megfogalmazás eredetét és a szerzői jogokat jelzi, nem szolgál a cikkben szereplő információk forrásmegjelöléseként.